# شهر عتیق قوچان
شهر عتیق قوچان مربوط به سده ۵ و ۶ ق است و در ۸ کیلومتری غرب شهر قوچان واقع شده و این اثر در تاریخ ۲۳ فروردین ۱۳۴۶ با شمارهٔ ثبت ۶۸۹ به‌عنوان یکی از آثار ملی ایران به ثبت رسیده است.